# معاذ أيمن
معاذ أيمن (29 فبراير 2000)، هو لاعب كرة سلة مصري. يلعب لنادي الزمالك المصري. يلعب في مركز 3.

## المسيرة الإحترفية
يعتبر معاذ أحمد من اللاعيبة المشاركة مع نادي الزمالك في كأس القارات لكرة السلة 2022. إنضم معاذ أحمد لنادي الزمالك في أكتوبر من عام 2020 قادم من طلائع الجيش. فاز مع نادي الزمالك دوري الجمهورية تحت 20 سنة في عام 2021.

## المسيرة الدولية
شارك معاذ أحمد مع منتخب مصر لكرة السلة تحت 18 سنة في البطولة العربية تحت 18 سنة في عام 2018. إنضم لمنتخب مصر الأول مع بداية عام 2022.